# Mary McAleese
Mary Patricia McAleese (en irlandés: Máire Pádraigín Mhic Ghiolla Íosa; Belfast, 27 de junio de 1951) es una abogada, periodista y primera vicerrectora católica de la Universidad de Queens de Belfast. Fue candidata del Fianna Fáil a la Presidencia de la República de Irlanda y, con el apoyo del Sinn Féin, triunfó en dichas elecciones el 30 de octubre de 1997, con el 45,2 % de los votos. Fue presidenta de Irlanda entre 1997 y 2011 después de ser reelegida en 2004 sin que se hubiera presentado candidato de la oposición.

## Presidencia
En 1997 venció al Taoiseach Albert Reynolds en una elección interna del partido para determinar la nominación presidencial irlandesa del Fianna Fáil. Muchos comentaristas criticaron la decisión del Fianna Fáil de nominar a McAleese alegando que la elección de una católica de Belfast podría dañar las relaciones con el Reino Unido. En 1990, el periodista y comentarista de derecha Eoghan Harris se refirió a ella como una "bomba de tiempo tribal".
Sus oponentes en las elecciones presidenciales de 1997 fueron Mary Banotti del Fine Gael, Adi Roche del Partido Laborista y dos candidatos independientes: Dana Rosemary Scallon y Derek Nally. En esas elecciones venció McAleese con el 45.2 % de los votos en la primera vuelta. Durante la segunda y última vuelta salió favorecida frente a Banotti con 58.7 % de la preferencia del electorado. El 11 de noviembre de 1997, se convirtió en la octava presidenta de Irlanda, la primera en la historia mundial en que una mujer sucede a otra mujer como jefe de Estado electa.
Los primeros siete años de mandato de Mary McAleese terminaron en noviembre de 2004, pero anunció el 14 de septiembre de ese año que aspiraría a un segundo término en las elecciones presidenciales de 2004. Después del fracaso de otros candidatos en asegurar el apoyo necesario para una nominación, la presidenta incumbente no tuvo oposición y fue declarada electa el 1 de octubre. Su segundo mandato comenzó el 11 de noviembre. Los altos índices de aprobación de McAleese se considera como la razón para su reelección sin oposición de otros partidos políticos para evitar los costos (políticos y financieros) de competir en una elección que hubiera sido muy difícil ganar.
McAleese ha dicho que el lema de su presidencia es "construyendo puentes". La primera norirlandesa en convertirse en presidenta de Irlanda es una visitante regular de Irlanda del Norte, donde es bien recibida por la mayoría de ambas comunidades. McAleese es también admiradora de la Reina Isabel II, a quien conoció cuando fue provicecanciller de la Reina. Se ha dicho que una de sus mayores ambiciones personales es ser la anfitriona de la primera visita de un jefe de Estado británico a la República de Irlanda.  

## Controversias
En marzo de 1998, anunció que celebraría oficialmente tanto el 12 de julio como el Día de San Patricio, reconociendo su importancia entre los protestantes de Úlster. También recibió críticas de la jerarquía de la Iglesia católica irlandesa por recibir la comunión en una catedral anglicana de Dublín. 
El 27 de enero de 2005 causó nuevamente controversias al hacer referencia a cómo algunos niños protestantes de Irlanda del Norte se les formaba para odiar a los católicos, así como a los niños europeos "por generaciones, por siglos, se les inculcaba odiar a los judíos". Sus palabras causaron indignación entre los políticos unionistas, por lo que pidió disculpas más tarde reconociendo que solo había criticado el sectarismo de un lado del espectro religioso irlandés.
Es miembro del Council of Women World Leaders, que nuclea a jefas de gobierno, expresidentas y ex primeras ministras.